# Приключенията на Авакум Захов
„Приключенията на Авакум Захов“ е български 6-сериен телевизионен игрален филм (криминален) от 1980 година на режисьора Йордан Джумалиев по сценарий на Андрей Гуляшки. Оператор е Георги Ангелов. Музиката във филма е композирана от Румен Бальозов. Художник е Анна Богданова, а редактор Антон Антонов-Тонич.
По произведенията „Случаят в Момчилово“, „Приключение в полунощ“, „Спящата красавица“, „През една дъждовна есен“ и „Малка нощна музика“ на Андрей Гуляшки.
Филмът е сниман в София, Родопите в селата (Солище, Върбово и около Триград).

## Серии
- 1. серия – „Случаят в Момчилово“ – 55 минути
- 2. серия – „Случаят в Момчилово“ – 64 минути
- 3. серия – „Приключение в полунощ“ – 90 минути
- 4. серия – „Спящата красавица“ – 90 минути
- 5. серия – „През една дъждовна есен“ – 66 минути
- 6. серия – „Малка нощна музика“ – 76 минути [1].

## Актьорски състав
| Изпълнител           | Роля                                                                                    |
| -------------------- | --------------------------------------------------------------------------------------- |
| Иван Налбантов       | майор Авакум Захов, контраразузнавач                                                    |
| Владимир Смирнов     | капитан Слави Ковачев                                                                   |
| Кирил Янев           | учителят Методи Парашкевов                                                              |
| Дамян Антонов        | полковник Манов                                                                         |
| Георги Русев         | бай Гроздан, председателят на стопанството                                              |
| Невена Коканова      | вдовицата Балабаница                                                                    |
| Николай Николаев     | Анастаси Буков, ветеринарен лекар (в IV серия)                                          |
| Венелин Пехливанов   | геологът Боян Ичеренски                                                                 |
| Силвия Спасова       | Виктория Ичеренска, жена на Боян                                                        |
| Меглена Караламбова  | Сия                                                                                     |
| Иван Несторов        | Матей Калудиев                                                                          |
| Ганчо Ганчев         | Кузман Христофоров                                                                      |
| Никола Дачев         | Марко Крумов                                                                            |
| Гинко Илчев          | Инджов                                                                                  |
| Михаил Петров        | Николай Тинтилев                                                                        |
| Стефан Мавродиев     |                                                                                         |
| Николай Узунов       |                                                                                         |
| Елена Пенкова        |                                                                                         |
| Лили Филипова        |                                                                                         |
| Катя Бундова         |                                                                                         |
| Силвия Рангелова     |                                                                                         |
| Бистра Влахова       |                                                                                         |
| Величка Чобанова     |                                                                                         |
| Николай Димитров     |                                                                                         |
| Йордан Миланов       |                                                                                         |
| Юрий Яковлев         | д-р Петър Тошков (в III серия)                                                          |
| Виолета Гиндева      | Ирина Теофилова, секретарката на д-р Тошков (в III серия)                               |
| Димитър Георгиев     | магазинерът Кънчо Настев (в III серия)                                                  |
| Симеон Викторов      | директор Светослав Подгоров (в III серия)                                               |
| Петър Петров         | инж. Прокопи Албертов Недялков (в III серия)                                            |
| Бранимира Антонова   |                                                                                         |
| Христо Христов       |                                                                                         |
| Панчо Чернев         |                                                                                         |
| Сашо Симов           |                                                                                         |
| Антония Дечева       | примабалерината Мария Максимова (в IV серия)                                            |
| Досьо Досев          | професор Найденов (в IV серия)                                                          |
| Любомир Младенов     | картоиграчът Хари, годеник на Мария (в IV серия)                                        |
| Найчо Петров         | готвачът Боцмана (в IV серия)                                                           |
| Георги Фратев        | Свинтила Савов (в V серия)                                                              |
| Йосиф Сърчаджиев     | кинорежисьорът Асен Кантарджиев, годеник на Виолета (в V серия)                         |
| Лили Попиванова      |                                                                                         |
| Моника Машон         | Лиляна Стамова (в V серия)                                                              |
| Наталия Трисветова   | Виолета (в V серия)                                                                     |
| Любомир Константинов | лейтенант Петров (в V серия)                                                            |
| Мая Зуркова          | Евгения Маркова, годеница на инж. Дянков и преподавателка по пиано на Вера (в VI серия) |
| Климент Денчев       | Леонид Бошнаков, годеник на Вера (в VI серия)                                           |
| Мая Драгоманска      | Вера Малеева, племенница на инж. Дянков (в VI серия)                                    |
| Любомир Константинов | капитан Петров (в VI серия)                                                             |
| Н. Кираджиева        | (в IV серия)                                                                            |
| П. Гелева            | (в IV серия)                                                                            |
| И. Цанов             | (в IV серия)                                                                            |
| К. Пехливанов        | (в IV серия)                                                                            |
| И. Дойчев            | (в IV серия)                                                                            |
| Н. Иванов            | (в IV серия)                                                                            |
| Вили Кожухарова      |                                                                                         |